# Crambus okinawanus
Crambus okinawanus là một loài bướm đêm trong họ Crambidae.